# 向井隆豊
向井 隆豊（むかい りゅうほう、1950年9月19日 - ）は、日本の画家。

## 略歴
- 1950年（昭和25年） - 兵庫県宝塚市に生まれる。
- 1969年（昭和44年） - 土佐高等学校卒業 すいどーばた美術学院入学
- 1972年（昭和47年） - 東京芸術大学美術学部絵画科油画専攻に入学
- 1976年（昭和51年） - 東京芸術大学美術学部絵画科油画専攻卒業 アーティストユニオン参加
- 1980年（昭和55年） - 独立美術協会会友
- 1984年（昭和59年） - 52回独立展高畠賞
- 1986年（昭和61年） - 54回独立展独立賞
- 1987年（昭和62年） - 独立美術協会会員推挙
- 1993年（平成 5年） - 海を描く絵画展金賞
- 2000年（平成12年） - 安井収蔵賞受賞

## 出品

### 個展
- 1975年 - みゆき画廊個展
- 1976年 - 高宮画廊個展(大阪)
- 1977年 - みゆき画廊個展
- 1978年 - 高宮画廊個展(大阪)
- 1980年 - 椿近代画廊個展
- 1981年 - 大丸百貨店個展(高知)
- 1984年 - ギャラリー21個展
- 1987年 - 調布画廊個展
- 1988年 - ギャラリー風個展(大阪)
- 1989年 - ギャラリー風個展
- 1989年 - 調布画廊個展
- 1991年 - ギャラリー風 個展
- 1992年 - 調布画廊個展
- 1993年 - ギャラリー風 個展(大阪)
- 1994年 - 調布画廊個展
- 1996年 - 調布画廊個展
- 1996年 - アトリエ倫加 個展
- 1997年 - 始弘画廊個展
- 1997年 - ギャラリー風 個展(大阪)
- 1998年 - 調布画廊個展
- 1998年 - ダバンラブ・ギャラリー個展
- 2000年 - 調布画廊個展
- 2001年 - 始弘画廊個展(青山)
- 2002年 - G・いがらし個展
- 2002年 - 調布画廊個展
- 2003年 - ぎゃらりーパステル個展
- 2004年 - 調布画廊個展
- 2004年 - 始弘画廊個展
- 2005年 - Gパステル個展
- 2006年 - 相鉄ギャラリー 向井 隆豊絵画展
- 2006年 - 向井隆豊 個展調布画廊
- 2007年 - 向井 隆豊展ギャラリーヒルゲート
- 2007年 - 向井 隆豊展 ぎゃらりーパステル
- 2008年 - 向井 隆豊展 始弘画廊
- 2010年 - 向井 隆豊 個展 光画廊
- 2012年 - 向井 隆豊 展 始弘画廊
- 2012年 - 向井 隆豊 展 G・ヒルゲート
- 2013年 - 向井隆豊個展 光画廊
- 2016年 - 向井隆豊個展 光画廊
- 2019年 - 向井隆豊個展 光画廊（予定）

### 独立展
- 1975年 - 43回独立展初出品
- 1976年 - 44回独立展
- 1977年 - 45回独立展
- 1978年 - 46回独立展
- 1979年 - 47回独立展
- 1980年 - 48回独立展
- 1981年 - 49回独立展
- 1982年 - 50回独立展
- 1983年 - 51回独立展
- 1984年 - 52回独立展
- 1985年 - 53回独立展
- 1986年 - 54回独立展
- 1987年 - 55回独立展
- 1988年 - 56回独立展
- 1989年 - 57回独立展
- 1990年 - 58回独立展
- 1991年 - 59回独立展
- 1992年 - 60回独立展
- 1993年 - 61回独立展
- 1994年 - 62回独立展
- 1995年 - 63回独立展
- 1996年 - 64回独立展
- 1997年 - 65回独立展
- 1998年 - 66回独立展
- 1999年 - 67回独立展
- 2000年 - 68回独立展
- 2001年 - 69回独立展
- 2002年 - 70回独立展
- 2003年 - 71回独立展
- 2004年 - 72回独立展
- 2005年 - 73回独立展
- 2006年 - 74回独立展
- 2007年 - 75回独立展
- 2008年 - 76回独立展 以降国立新美術館(六本木)にて開催
- 2009年 - 77回独立展
- 2010年 - 78回独立展
- 2011年 - 79回独立展
- 2012年 - 80回独立展
- 2013年 - 81回独立展
- 2014年 - 82回独立展
- 2015年 - 83回独立展
- 2016年 - 84回独立展
- 2017年 - 85回独立展
- 2018年 - 86回独立展

### グループ展等
- 1975年 - 東京展出品
  - たの会参加(75～82)
- 1976年 - 横浜市主催「今日の空間展」招待出品

- 1977年 - 第20回安井賞展出品
  - 777会展出品(77，78，79，80)

- 1978年 - 吐櫓展(大阪日動画廊(78 79 80 81 82)
  - 画家組合展招待出品

- 1979年 - 第22回安井賞展出品
  - 暁の会出品(泰明画廊79，紀伊国屋画廊80 望月画廊81 82 83 85)
  - 千葉展出品(79～88毎年出品) 千葉県立美術館

- 1980年 - 天狼展出品

- 1981年 - 第3回「明日への具象展」招待出品(髙島屋)
  - 爽風会展(東山画廊)
  - 椿会(椿近代画廊(81 82)

- 1982年 - セッション21(G21 82 83)
  - 熱き油彩画展(京王デパート82 83)
  - 萌の会(高知大丸82 83)
  - 高知県郷土文化館賞展以後毎年出品

- 1983年 - 蛮の会(若井画廊83 84 )
  - 詩画展(大宮絵具箱)
  - 亜同人 油絵大賞展(セントラル美術館)

- 1984年 - LaMartine展(青龍堂)
  - 彩林会(ブロードウェイG)
  - 樹の会
  - 淘の会(椿近代画廊83 4 5 6 7)
  - 詩画展(勝沼鈴木園 セバスチャン)

- 1985年 - 胡の会(若井画廊85,86 )
  - 翔の会(高知大丸)
  - 赫の会(岡山祇園画廊)
  - 亜展(山口 下関 高知)

- 1986年 - 翔の会(望月画廊86 88)
  - 八つの視点(川上画廊86 88)

- 1987年 - 十選展(ダバンラブG87 88 )
  - 猫の絵展(87 88)

- 1988年 - 大志摩毅追悼展(望月画廊)
  - ダバンラブG個展

- 1989年 - 八つの視展(川上画廊88,89)
  - 猫の絵展(タバンラブG)

- 1990年 - 八つの視展(川上画廊)
  - 薔薇の絵展(タバンラブG)
  - 響林展(彩林堂)
  - 小さな美術展(小田急)

- 1991年 - ジュヌ・バーグ展(日本橋)

- 1992年 - ジュヌ・バーグ展(日本橋)

- 1993年 - 第36回安井賞展出品
  - 海を描く絵画展 金賞
  - 張・向井・森本三人展(タバンラブG)
  - 21世紀の証言展(セントラル美術館)
  - 独立伍彩の会(始弘画廊)

- 1994年 - 第37回安井賞展出品
  - 向井隆豊・山田修市2人展(G)

- 1995年 - RIZZ展(Gイセヨシ)
  - 第一回朝日精鋭選抜展(朝日アートG)

- 1996年 - イマジネーション21(朝日アートG)

- 1997年 - 独楽の会(日本橋高島屋 大阪高島屋 名古屋丸栄)
  - 第三回千葉独立展(千葉県立美術館)
  - 飾り絵展(横浜市民G)
  - Present(ヒルゲートG)
  - '97夏/千葉独立作家展(松戸伊勢丹)
  - イマジネーション21(朝日アートG)
  - 星降る夜の贈り物(タバンラブG)

- 1998年 - 新樹Ⅱ展(目白新樹画廊)
  - 独楽の会(日本橋高島屋 大阪高島屋 名古屋丸栄)
  - Present(ヒルゲートG)
  - 俳句と絵画の出会い展(ダバンラブG)
  - 第3回イマジネーション21(朝日アートギャラリー)

- 1999年 - 独楽の会(日本橋高島屋 大阪高島屋 名古屋丸栄)
  - 花と吉祥展(タバンラブG)
  - 第三回Present-時-(ヒルゲートG)
  - 第三回千葉常磐独立展 会場(アートスポットまつど)
  - 第4回イマジネーション21(朝日アートギャラリー)

- 2000年 - 「2000年確かな眼」展(新樹画廊)
  - 越境視展-80(G・イセヨシ)
  - 第一回独立穹展(始弘画廊)
  - 第二回飾り絵展(横浜市民ギャラリー)
  - 「花の絵」展(G・いそがや)
  - 第四回独楽の会(東京日本橋高島屋 大阪高島屋 名古屋丸栄)
  - 第四回千葉常磐独立展
  - Les Carres展(名古屋日動画廊)
  - 第5回イマジネーション21(朝日アートギャラリー)

- 2001年 - 第五回独楽の会(東京日本橋高島屋 大阪高島屋 名古屋丸栄)
  - Present展(G・ヒルゲート)
  - せっしょん1976×2001(みゆき画廊)
  - 千葉常磐独立展(アートスポットまつど)
  - 4人展ドローイング(大阪 三浦アートギャラリー)

- 2002年 - 111人の自画像展(始弘画廊)
  - Present-時-(G・ヒルゲート)
  - 第6回千葉常磐独立展(伊勢丹松戸店新館9F)
  - 第2回Les Carres展(名古屋日動画廊)
  - 佐藤勤×向井隆豊(朝日アートギャラリー)

- 2003年 - Present-時-(G・ヒルゲート)
- 2004年 - Present展(G・ヒルゲート)
  - 独立穹展

- 2005年 - 第9回プレザン展
  - ドローイング展～いろ～サムホール
  - 第9回千葉常磐独立展
  - 第四回独立穹展(始弘画廊)

- 2006年 - 第10回千葉常磐独立展
  - く と う て ん みゆき画廊
  - 第10回 プレザン展 G・ヒルゲート
  - ドローイング展 ぎゃらりーサムホール

- 2007年 - 華のもとにて ギャラリー華
  - ドローイング展 RAWING exhibitionぎゃらりー サムホール
  - 第11回千葉常磐独立展 アートスポットまつど
  - 「・・・・5×5」展 雑司が谷 三愚舎ぎゃらりー
  - DOING ギャラリー華

- 2008年 - 開廊20周年リニューアルオープン記念小品展ギャラリー ヒルゲート
  - 華のもとにて Vol.2ギャラリー華
  - 第12回千葉常磐独立展アートスポットまつど
  - ドローイング展 Vol.5ぎゃらりー サムホール
  - 第11回 プレザン展 G・ヒルゲート(1F・2F)
  - DOING vol.2ギャラリー華

- 2009年 - ドローイング展 Vol.6ぎゃらりー サムホール
  - 第13回千葉常磐独立展 第一会場CATES INN Galler 宇
  - 東京芸大の仲間達展ギャラリー 一枚の絵
  - 第12回 プレザン展 G・ヒルゲート(1F・2F)
  - 第五回独立穹展(始弘画廊)
  - DOING vol.3ギャラリー華
  - 加賀谷澄江-Bailey-へのオマージュみゆき画廊

- 2010年 - 画廊るたん銀座移設10周年記念新春ドローイング展
  - 輝け - 独立美術独立美術協会80回記念展にむけて 日本橋三越6階 美術特選画廊
  - 第13回 プレザン展 Present-時-展 G・ヒルゲート(1F・2F)
  - ドローイング展Vol.7ぎゃらりー サムホール
  - 第14回千葉常磐独立展 第一会場CATES INN Galler 宇
  - DOING vol.4ギャラリー華

- 2011年 - 新春素描展 るたん
  - 4人展 上野明美・加藤修・本田希枝・向井隆豊 ぎゃらりー・しらみず美術
  - 第14回 プレザン展G・ヒルゲート(1F・2F)
  - 第2回 「輝け-独立美術」日本橋三越本店本館6F美術画廊
  - 埼玉独立 第10回記念展埼玉県立近代美術館 第一展示室
  - 第15回千葉常盤独立GATESINN Gallery 宇
  - ドローイング展ぎゃらりーサムホール
  - DOING vol.5ギャラリー華
  - 第六回独立穹展(始弘画廊)

- 2012年 - 4人展 上野明美・加藤修・本田希枝・向井隆豊 ぎゃらりー・しらみず美術
  - 2012第3回「輝け-独立美術」日本橋三越本店新館7階ギャラリー
  - 青木繁「海の幸」オマージュ展 銀座ぎゃらりぃサムホール
  - 「ドローイング展Vd 9」銀座 ぎゃらりいサムホール
  - 第16回千葉常磐独立展 GATES INN Gallery 宇、アートスポットまつど
  - 第二回心とこころを結ぶグリーティングカード展 ギャラリーしらみず美術
  - DOING Vol.6 ギャラリー華
  - ギャラリー暁開廊記念展「絵画・平面の現在と地平」展

- 2013年 - コラージュ展 ギャルリー志門
  - ギャラリー暁 企画 チャリティー展
  - 青木繁『海の幸オマージュ展」：銀座永井画廊 京都ギャラリーヒルゲート
  - 「ドローイング展Vd 10」銀座 ぎゃらりいサムホール
  - 第17回千葉常磐独立展 GATES INN Gallery 宇、アートスポットまつど
  - チャリティ展 ギャラリー暁 中央区銀座6-13-6
  - あかつき祭 ギャラリー暁
  - RG Collection II REIJINSHA GALLERY, Tokyo
  - 銀杏の会「美術の庭」展 みぞえ画廊

- 2014年 - 現代作家による「色布に挑戦」 ギャラリー志門
  - 第５回青木繁「海の幸」ｵﾏｰｼﾞｭ展　京都展 ギャラリーヒルゲート
  - ドローイング展 Vd.11 銀座ぎゃらりいサムホール
  - 第 6回青木繁 「海の幸」オマージュ展 永井面廊
  - 第18千葉常磐独立展 GATES INN Gallery
  - 佐久市近代美術館新収蔵品展
  - 二人展 向井隆豊・鈴木治男 ギャラリー福山
  - Sensatins17 日本橋三越本店　本館６階　美術特選画廊
  - DOING+bis展 ギャラリー華
  - 第四回 銀杏の会『2014美術の庭 2』展 みぞえ画廊
  - 2014 独立穹展 始弘画廊

- 2015年 現代美術家による挑戦　「キリ絵」 ギャラリー志門
  - 青木繁「海の幸」オマージュ展 ギャラリーヒルゲート
  - 暁展 ギャラリー暁
  - 第19千葉常磐独立展 GATES INN Gallery 宇
  - ドローイング展VO1 12 東京銀座ぎゃらりぃサムホール
  - 第11回 青木繁 「海の幸」オマージュ展 永井面廊
  - SENSATION17 ～絹谷幸二と17人の仲間たち～ 日本橋三越本店　本館６階　美術特選画廊
  - あかね画廊50周年記念展 EXHIBITION by ZERO あかね画廊
  - 独立の展の星たち 村上画廊Ⅱ
  - 『変貌する作家たち』展 ギャルリー志門
  - 第 5回 銀杏の会『 2015美術 の庭』展 みぞえ画廊

- 2016年 みゆき画廊５０周年記念展
  - Copy machine Art ギヤルリー志門
  - 森本　勇　WHITE 展
  - ドローイング展VO1 13 東京銀座ぎゃらりぃサムホール
  - 第20千葉常磐独立展 GATES INN Gallery 宇 等
  - 第6回 銀杏の会 みぞえ画廊
  - EXHBITION by ZERO あかね画廊
  - まほろば　佐久に咲く　素描展　ギャラリー絵夢
  - SENSATION17 日本橋三越本店
  - 第八回　2016 独立穹展 始弘画廊

- 2017年 「絵画と平面の現在と未来展」 ギヤラリー暁
  - 立の会 日動画廊本店
  - 「表現素材の活用」 ギヤルリー志門
  - 第２１回千葉常磐独立展 GATES INN Gallery 宇 等
  - ドローイング展　Ｖｏｌ.14 東京銀座ぎゃらりぃサムホール
  - 宮沢賢治の世界を描くⅢ 「小さな勿語」 うしお画廊
  - 有難う・本当に有難う！林紀一郎展 ギャラリー暁
  - EXHBITION by ZERO あかね画廊
  - まほろば　佐久に咲く 素描展 ギャラリー絵夢
  - 2017 銀杏の会 みぞえ画廊

- 2018年 表現素材の活用」展 
  - 第25回　心に響く小品展 ギャラリー　ヒルゲート
  - 埼玉独立展 埼玉県立近代美術館一般展示室
  - 武蔵野美術大学 東京埼玉支部展 埼玉県立近代美術館　地下1F
  - ドローイング展　Ｖｏｌ.15 東京銀座ぎゃらりぃサムホール
  - 千葉常磐独立展 GATES INN Gallery宇
  - EXHBITION by ZERO あかね画廊
  - 2018 独立穹展 始弘画廊
  - 『まほろば 佐久に咲く 素描展』 ギャラリー絵夢